# 千奇百趣玩HIGH D
《千奇百趣玩HIGH D》（英語：Neighborhood Treasures（Sr. 6）），是香港電視廣播有限公司向日本朝日電視台購買版權而製作的資訊遊戲電視節目，以高清技術拍攝。節目主持為森美和阮小儀，旁白為林保全，亦是其生前最後一次擔任此系列的旁白。在配音方面，路人角色和小孩由其他配音員負責，當中包括雷碧娜、蘇強文、蕭徽勇、葉振聲、陳永信。
本節目是該台早前播出之《千奇百趣》系列的第九輯，以茶餐廳為主題，奇趣內容關於日本的奇景。節目於2014年9月15日至10月10日，逢星期一至星期五香港時間22:30-23:00於翡翠台和高清翡翠台播放。

## 遊戲規則
主持會播放三段關於日本的趣怪事情的影片。玩法與上輯差不多，不同的是在影片出現「趣」之前二選一（A和B）競猜影片的「爆趣」之處。嘉賓選擇A或B的同時也要解説其選擇。與以往一樣，如嘉賓解釋不合理，偏離現實甚至達離譜程度便會接受噴煙或面前弹簧裝置攻擊（本輯為麵包模型）的懲罰。每段影片公佈完答案之後負方需接受「千奇百趣爛番茄」作為大懲罰（類似上輯的「千奇百頂」），但如雙方都答對均無需接受懲罰，反之雙方都答錯均要接受懲罰。本輯與上輯一樣取消了每段影片的評分環節。
所有遊戲完結後最低分的一組則接受大懲罰（埋你單），但這個節目是不會派發任何獎金給任何嘉賓。

## 口號
「今晚你揀A定B！」

## 每集內容

### 熱身遊戲

#### 千奇百趣撞住食
嘉賓身穿泡泡足球（Bubble Soccer）搶食主持懸掛在主持手持的竹竿上的麵包。
- 出現集數：第01、03、06、12、14、16、17、19集

#### 千奇百趣揈住食
嘉賓手持蛋卷並保持旋轉手臂上的呼拉圈，另一嘉賓要吃掉蛋卷。
- 出現集數：第02、05、08、09、11、13、15、18集

#### 千奇百趣盪住食
嘉賓手持麵包，另一嘉賓要盪著鞦韆吃掉麵包。
- 出現集數：第04、07、10集

### 大懲罰

#### 千奇百趣爛番茄
「千奇百趣爛番茄」作爲大懲罰（類似上輯的「千奇百頂」）

#### 千奇百趣埋你單
受罰嘉賓隨機選出「紅豆冰」、「絲襪奶茶」或「厚多士」其中一個作大懲罰：
- 「紅豆冰」：主持將冰塊倒進受罰嘉賓衣服內
  - 出現集數：第01、06、08、12、15、17集
- 「絲襪奶茶」：嘉賓頭部被戴上絲襪喝掉一杯絲襪奶茶
  - 出現集數：第02、04、05、07、10、11、14、16、19集
- 「厚多士」：嘉賓講十件事或說出一個故事，十秒鐘內答不出十件事或未說完整個故事，主持就用搽了忌廉的厚多士拍下嘉賓的臉上。
  - 出現集數：第03、09、13、18集

### 每集嘉賓
| 集數（原集數） | 播映日期            | 嘉賓           | 分數 | 參與「千奇百趣埋你單」之嘉賓 |
| 01             | 9月15日（一）       | 方力申、胡定欣 | 2    | 方力申                       |
| 01             | 9月15日（一）       | 洪天明、周家蔚 | 3    | 方力申                       |
| 02             | 9月16日（二）       | 金 剛、江欣燕  | 0    | 金 剛                        |
| 02             | 9月16日（二）       | 阮兆祥、江美儀 | 2    | 金 剛                        |
| 03             | 9月17日（三）       | 梁烈唯、陳嘉寶 | 1    | 梁烈唯                       |
| 03             | 9月17日（三）       | 許亦妮、林盛斌 | 2    | 梁烈唯                       |
| 04             | 9月18日（四）       | 黃翠如、樂 瞳  | 1    | 樂 瞳                        |
| 04             | 9月18日（四）       | 周奕瑋、陸浩明 | 2    | 樂 瞳                        |
| 05             | 9月19日（五）       | 高海寧、翟威廉 | 2    | 張曦雯                       |
| 05             | 9月19日（五）       | 宋熙年、張曦雯 | 1    | 張曦雯                       |
| 06             | 9月22日（一）       | 譚小環、安德尊 | 1    | 安德尊                       |
| 06             | 9月22日（一）       | 吳業坤、楊詩敏 | 2    | 安德尊                       |
| 07             | 9月23日（二）       | 梁嘉琪、李佳芯 | 3    | 麥美恩                       |
| 07             | 9月23日（二）       | 黃心穎、麥美恩 | 2    | 麥美恩                       |
| 08             | 9月24日（三）       | 鄭俊弘、許廷鏗 | 1    | 許廷鏗                       |
| 08             | 9月24日（三）       | 王君馨、羅鈞滿 | 2    | 許廷鏗                       |
| 09             | 9月25日（四）       | 吳家樂、陳自瑤 | 2    | 陳智燊                       |
| 09             | 9月25日（四）       | 陳智燊、朱千雪 | 1    | 陳智燊                       |
| 10             | 9月26日（五）       | 陳庭欣、彭慧中 | 2    | 陳庭欣                       |
| 10             | 9月26日（五）       | 張秀文、林穎彤 | 2    | 陳庭欣                       |
| 11             | 9月29日（一）       | 鄧麗欣、陳慧敏 | 1    | 陳慧敏                       |
| 11             | 9月29日（一）       | C AllStar      | 2    | 陳慧敏                       |
| 12             | 9月30日（二）       | OTTO、蔚雨芯   | 0    | OTTO                         |
| 12             | 9月30日（二）       | 彭懷安、狄易達 | 3    | OTTO                         |
| 13             | 10月1日（三）       | 鄭 融、王梓軒  | 1    | 王梓軒                       |
| 13             | 10月1日（三）       | 羅孝勇、黎美言 | 2    | 王梓軒                       |
| 14             | 10月2日（四）       | 朱慧敏、楊 明  | 2    | 羅天宇                       |
| 14             | 10月2日（四）       | 蔣家旻、羅天宇 | 2    | 羅天宇                       |
| 15（16）       | 10月6日（一）       | 劉佩玥、陳凱琳 | 2    | 張繼聰                       |
| 15（16）       | 10月6日（一）       | 張繼聰、何雁詩 | 1    | 張繼聰                       |
| 16（17）       | 10月7日（二）       | 陸 永、糖 妹   | 2    | 賴慰玲                       |
| 16（17）       | 10月7日（二）       | 賴慰玲、王敏奕 | 2    | 賴慰玲                       |
| 17（15）       | 10月8日（三）       | 陳 煒、張美妮  | 2    | 何遠東                       |
| 17（15）       | 10月8日（三）       | 鄭世豪、何遠東 | 2    | 何遠東                       |
| 18（19）       | 10月9日（四）       | 張振朗、葉翠翠 | 3    | 張振朗                       |
| 18（19）       | 10月9日（四）       | 葉文輝、鄭欣宜 | 3    | 張振朗                       |
| 19（20）       | 10月10日（五）      | 沈震軒、蔡思貝 | 1    | 蔡思貝                       |
| 19（20）       | 10月10日（五）      | 鄧佩儀、溫家偉 | 2    | 蔡思貝                       |
| 20（18）       | 2016年5月21日（六） | 敖嘉年、楊秀惠 | 1    | 楊秀惠                       |
| 20（18）       | 2016年5月21日（六） | 張惠雅、野 佬  | 2    | 楊秀惠                       |

## 記事
- 2014年10月3日：由於直播警方見記者之《特別新聞報道》，本節目暫停播映。

## 收視
以下為本節目於香港無綫電視翡翠台、高清翡翠台之收視紀錄：
| 週次 | 集數  | 日期                    | 平均收視 |
| ---- | ----- | ----------------------- | -------- |
| 1    | 01-05 | 2014年9月15日－9月19日  | 20點     |
| 2    | 06-10 | 2014年9月22日－9月26日  | 20點     |
| 3    | 11-14 | 2014年9月29日－10月2日  | 19點     |
| 4    | 15-19 | 2014年10月6日－10月10日 | 17點     |

## 外部連結
- 節目網站（页面存档备份，存于）
- myTV[永久]

| 香港無綫電視翡翠台、高清翡翠台 星期一至五 22:30-23:00 時段 · 10月3日暫停播映 | 香港無綫電視翡翠台、高清翡翠台 星期一至五 22:30-23:00 時段 · 10月3日暫停播映 | 香港無綫電視翡翠台、高清翡翠台 星期一至五 22:30-23:00 時段 · 10月3日暫停播映 |
| ---------------------------------------------------------------------------- | ---------------------------------------------------------------------------- | ---------------------------------------------------------------------------- |
|                                                                              | 千奇百趣玩HIGH D （2014.09.15 - 2014.10.10）                                 |                                                                              |
| 香港人漂流記 （2014.09.01 - 2014.09.12）                                     | 爸B也Upgrade 2 （2014.10.13 - 2014.10.17）                                   |                                                                              |